# 峰泉郡
峰泉郡（ポンチョンぐん）は朝鮮民主主義人民共和国黄海南道に属する郡。旧名・平川郡（ピョンチョンぐん）。

## 地理
黄海南道東南部の内陸にある。南に白川郡・延安郡、西に青丹郡、北に黄海北道麟山郡・平山郡、東に礼成江を隔てて黄海北道金川郡と隣接する。

## 行政区画
1邑・22里を管轄する。
| - 鳳泉邑（ポンチョヌプ） - 稼洞里（カドンニ） - 広岩里（クァンアムニ） - 群洞里（クンドンニ） - 大龍里（テリョンニ） - 大雅里（テアリ） - 龍村里（リョンチョンニ） - 漏川里（ルチョンニ） - 鳳岩里（ポンアムニ） - 石沙里（ソクサリ） - 聖基里（ソンギリ） - 松亭里（ソンジョンニ） | - 新畓里（シンダムニ） - 新明里（シンミョンニ） - 鳶紅里（ヨノンニ） - 鷹村里（ウンチョンニ） - 注畓里（チュダムニ） - 竹洞里（チュクトンニ） - 寒井里（ハンジョンニ） - 漢村里（ハンチョンニ） - 杏亭里（ヘンジョンニ） - 花村里（ファチョンニ） - 黄龍里（ファンニョンニ） |

## 歴史
1952年の北朝鮮の地方行政区画再編により、平山郡・延白郡の一部（解放後に平山郡・金川郡から編入した部分）が分割され、平川郡が編成された。1990年、峰泉郡に改称した。

### 年表
この節の出典
- 1952年12月 - 郡面里統廃合により、黄海道延白郡積岩面・山外面・西北面、平山郡細谷面・龍山面・古之面・馬山面をもって、平川郡を設置。平川郡に以下の邑・里が成立。(1邑24里)
  - 平川邑・隠洞里・杏亭里・寒井里・新畓里・新明里・黄龍里・円山里・白石里・松亭里・鳶紅里・鳳岩里・大龍里・群洞里・漏川里・竹洞里・鷹村里・注畓里・聖基里・漢村里・稼洞里・花村里・石沙里・広岩里・間坪里
- 1954年10月 - 黄海道の分割により、黄海南道平川郡となる。(1邑25里)
  - 鳶紅里の一部が白石里に編入。
  - 隠洞里・間坪里の各一部が黄海北道麟山郡白川里の一部と合併し、黄海北道麟山郡道川里となる。
  - 鳶紅里の一部が黄海北道平山郡龍宮里の一部と合併し、龍村里が発足。
- 1961年 - 隠洞里が群洞里・漏川里・鷹村里に分割編入。(1邑24里)
- 1974年 - 間坪里が鷹村里・注畓里・稼洞里に分割編入。(1邑23里)
- 1990年 - 平川郡が鳳泉郡に改称。(1邑22里)
  - 平川邑が鳳泉邑に改称。
  - 白石里が鳶紅里・円山里に分割編入。
- 1992年4月 (1邑22里)
  - 円山里が白川郡に編入。
  - 白川郡大雅里を編入。